# Bengt Johansson (Handballtrainer)
Bengt Petter Johansson (* 25. Juni 1942 in Halmstad; † 8. Mai 2022 ebenda) war ein Handballspieler und -trainer aus Schweden. Er galt als der erfolgreichste Trainer der schwedischen Handballnationalmannschaft. Unter seiner Leitung erspielten die „Bengan-Boys“ zwischen 1988 und 2004 dreizehn Medaillen bei sechzehn internationalen Meisterschaften (Olympia, WM, EM).
Bengt Johansson ging nach der Schulausbildung in seiner Heimatstadt in eine Reserveoffiziersausbildung und studierte danach Soziologie und Psychologie. Zwischen 1966 und 1968 absolvierte er eine Schulung zum Sportlehrer an der Gymnastik- und Sporthochschule in Stockholm.
Parallel dazu spielte Johansson Handball, zumeist auf der Position des Kreisläufers. Seine Vereine waren Handbollspojkarnas IF und SoIK Hellas in Stockholm sowie von 1971 bis 1976 HK Drott in Halmstad. Mit Hellas gewann er 1969 und 1970 die schwedische Meisterschaft sowie 1975 mit Drott. Von 1964 bis 1972 spielte Johansson 83 Mal in der schwedischen Nationalmannschaft und nahm dabei unter anderem an den Olympischen Spielen in München teil.
Bengt Johansson war mehrfach Trainer von HK Drott, so 1974–1975 als Spielertrainer, 1976–1984 und 1985–1988.
Nachdem Johansson 1988 zum Nationaltrainer berufen worden war, führte er die Mannschaft in 471 Ländervergleichen. Sein Nachfolger wurde 2004 Ingemar Linnéll.
Johansson gab im Jahr 2018 bekannt, dass er unter der Parkinson-Krankheit leide. Am 8. Mai 2022 starb Johansson nach längerer Krankheit im Alter von 79 Jahren.

## Erfolge als Trainer
mit HK Drott
- Schwedischer Meister 1975, 1978, 1979, 1984 und 1988

bei Weltmeisterschaften
- Weltmeisterschaft 1990: 1. Platz (Weltmeister)
- Weltmeisterschaft 1993: 3. Platz
- Weltmeisterschaft 1995: 3. Platz
- Weltmeisterschaft 1997: 2. Platz
- Weltmeisterschaft 1999: 1. Platz (Weltmeister)
- Weltmeisterschaft 2001: 2. Platz
- Weltmeisterschaft 2003: Hauptrunde

bei Europameisterschaften
- Europameisterschaft 1994: 1. Platz (Europameister)
- Europameisterschaft 1996: 4. Platz
- Europameisterschaft 1998: 1. Platz (Europameister)
- Europameisterschaft 2000: 1. Platz (Europameister)
- Europameisterschaft 2002: 1. Platz (Europameister)
- Europameisterschaft 2004: 7. Platz

bei Olympischen Spielen
- Olympische Spiele 1992: 2. Platz
- Olympische Spiele 1996: 2. Platz
- Olympische Spiele 2000: 2. Platz